# Marie Davids

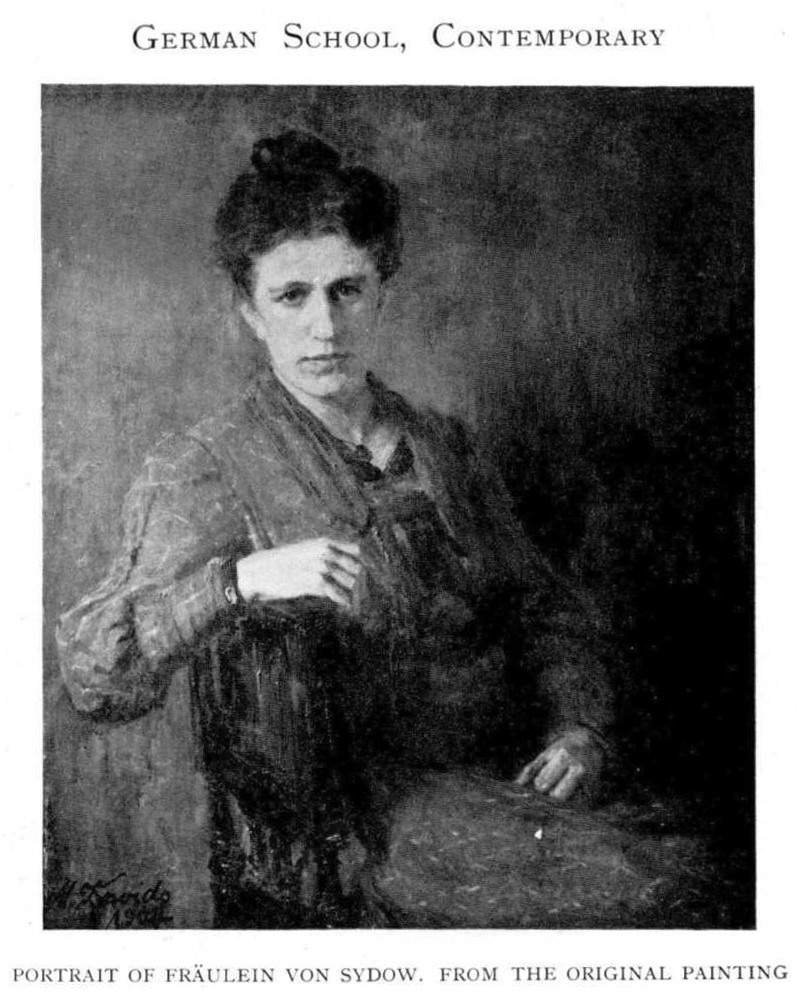
Fräulein von Sydow, 1905

Marie Davids (* 1847 in Rendsburg; † 1905 in Berlin) war eine deutsche Malerin.

## Leben und Werk
Marie Davids war Schülerin von Alexander Struys. Sie lebte und arbeitete in Berlin und schuf hauptsächlich Porträts. Sie war vertreten auf Internationalen Ausstellungen 1896 in Berlin und 1904 in St. Louis. Erst 1889 findet sich ein Eintrag im Berliner Adressbuch mit dem Wohnort Bülowstraße 21. 1897 zog sie in die Nollendorfstraße 10. Im Jahr ihres Todes ist ein Atelier in der Lützowstraße 82 in Berlin-Tiergarten eingetragen.
Ihr Gemälde Fräulein von Sydow wurde in das Buch Women Painters of the World aufgenommen.